# 丸山哲平
丸山 哲平（まるやま てっぺい、1981年5月26日 - ）は、日本の政治家。東京都国分寺市長（1期）。元国分寺市議会議員（3期）。

## 来歴
東京都国分寺市出身。東京都国分寺市立第五小学校、国分寺市立第一中学校、早稲田大学高等学院、早稲田大学法学部卒業。
2004年、三井物産株式会社入社。繊維・鉄鋼製品部門等で海外貿易、事業投資に従事し、約3年の中国駐在などを経て、2011年退社。同年、松下政経塾に入塾（32期生）し、2015年3月卒塾。
2015年4月、国分寺市議会議員選挙に立候補し、初当選。以後3期連続当選。無所属で出馬(維新の党推薦)し、その後に自由民主党に所属した。
2025年4月15日、国分寺市長選挙へ無所属での立候補を表明し、5月27日付で市議を辞職。
6月15日告示、22日投開票の国分寺市長選挙では、自民党と東京維新の会が推薦し、現職の井澤邦夫市長や公明党からの支援も取り付けた丸山が、元立憲民主党市議の及川妙子らを破り初当選した。
7月13日、国分寺市長に就任。

## 人物
- 市議時代には骨髄移植のドナーになった自らの経験から、ドナーへの支援期間を7日から10日に拡大するよう提案し、実現した[3]。
- 家族は妻と1男1女[1]。